# Yuva Bharati Krirangan
El Yuva Bharati Krirangan, o Estadi de la Joventut Índia (en bengalí যুবভারতী ক্রীড়াঙ্গন), és un pavelló esportiu situat a la ciutat de Calcuta, Bengala Occidental, Índia. El recinte construït el 1984 va arribar a ser l'estadi més gran de l'Índia i el segon estadi més gran de món, amb capacitat per a 120.000 persones. Després d'una gran remodelació l'any 2013, amb la intenció de ser un estadi més còmode, es van instal·lar butaques individuals en la totalitat de l'estadi, fet que va reduir la capacitat total a 68.000 seients.
Molts dels partits de la Selecció de futbol de l'Índia es disputen en aquest estadi. També hi ha altres clubs que hi juguen o hi han jugat com a equip local com ara: East Bengal Club i Mohun Bagan AC de la I-League i l'Atlètic de Kolkata de la Indian Super League. Hi juga també l'ATK Mohun Bagan FC, club creat el 2020 fussionant els anteriors Mohun Bagan AC i ATK.

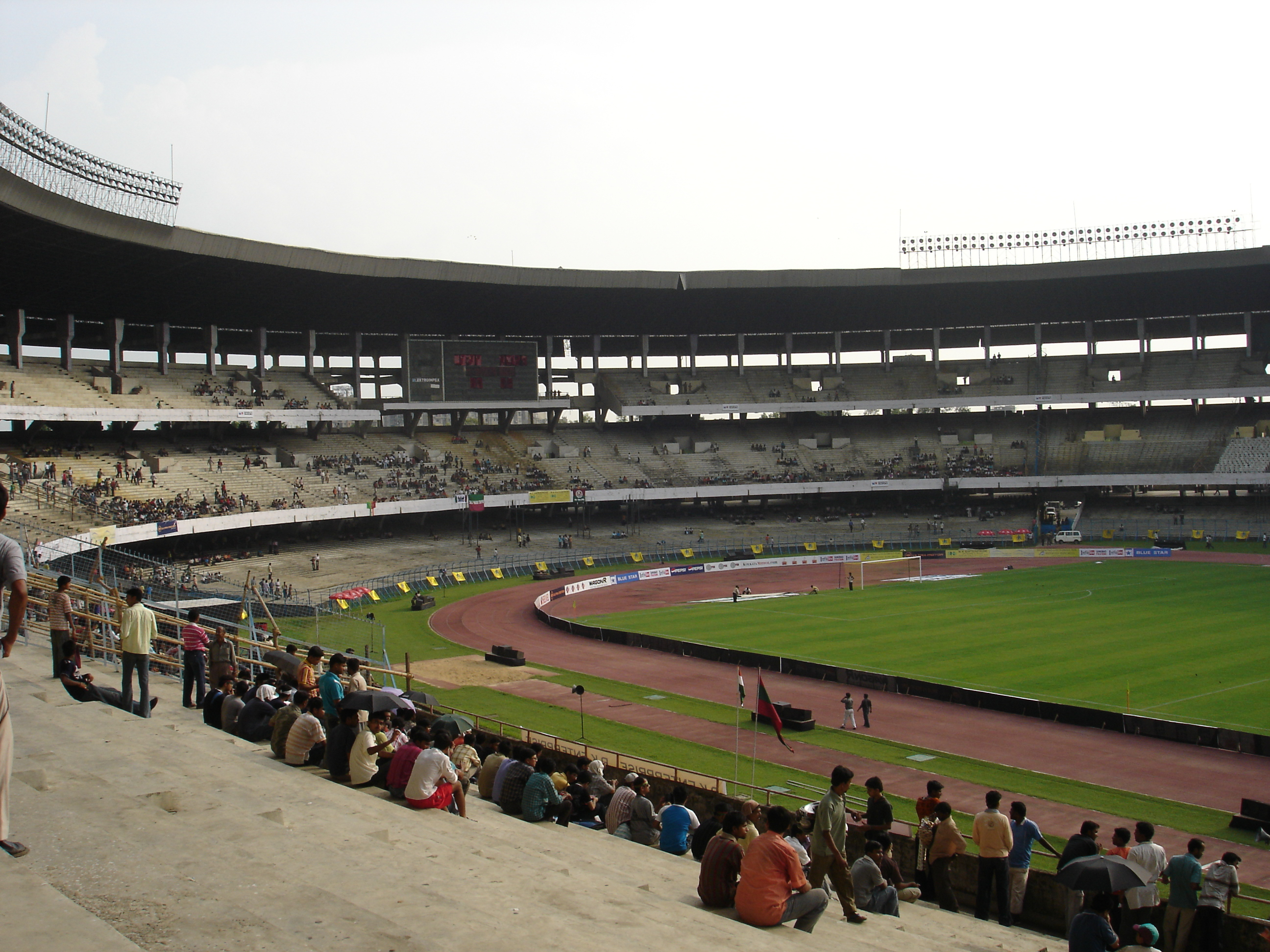
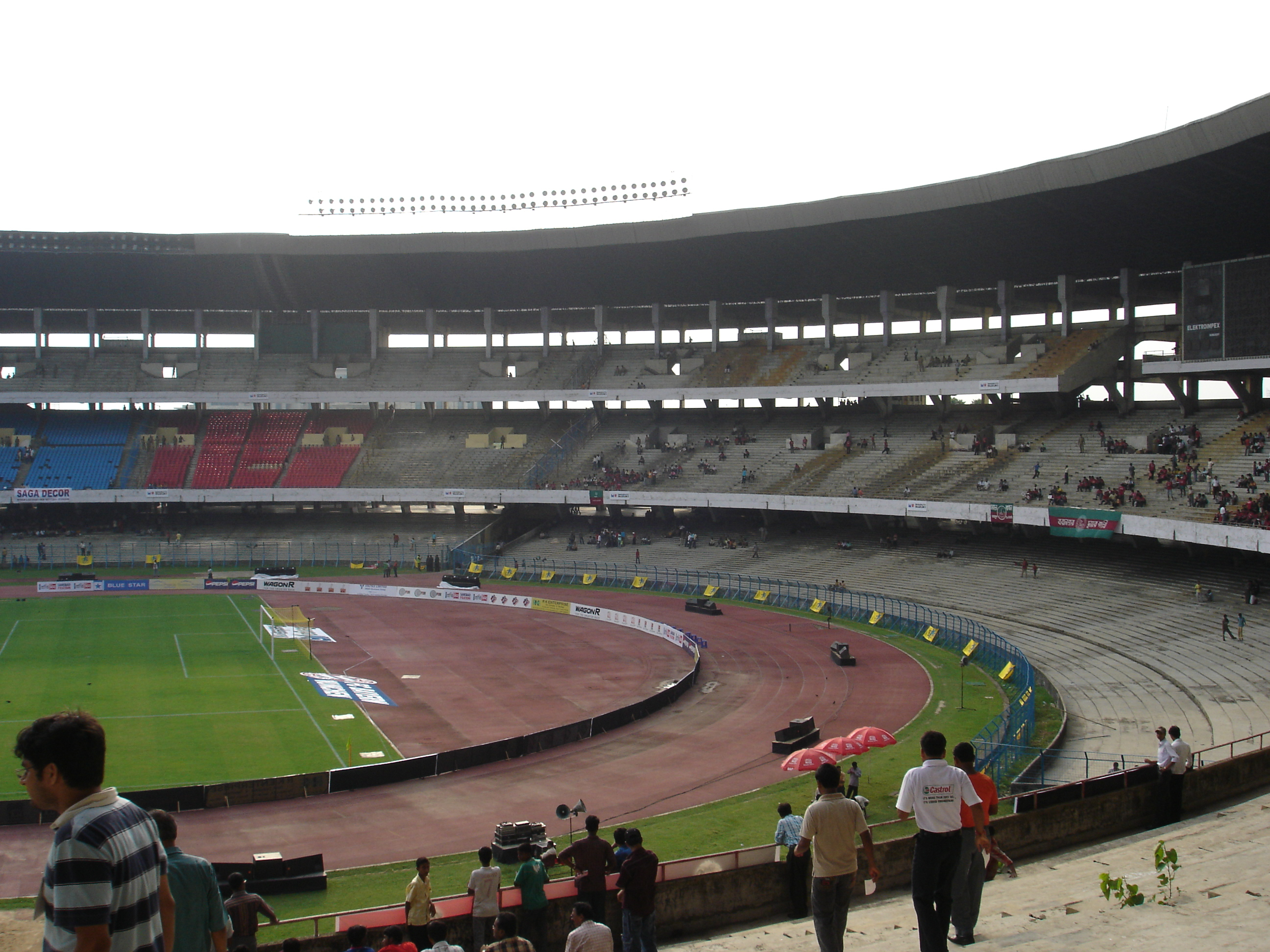
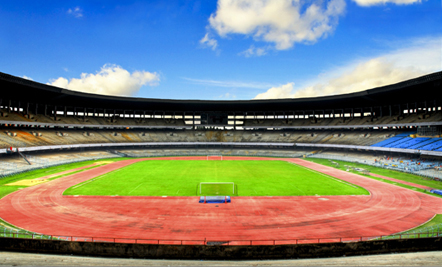

També s'hi han celebrat proves d'atletisme.